# プロスペロ・アルピーニ

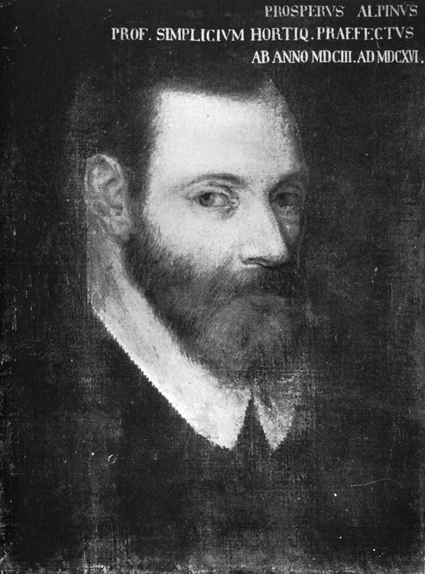
Prospero Alpini 1616

プロスペロ・アルピーニ（Prospero Alpini、または Prosper Alpinus または Prosper Alpini/Alpino、1553年11月23日 - 1617年2月16日）は、イタリアの医師、植物学者である。エジプトの植物を研究し、パドヴァ大学の教授を務めた。

## 生涯

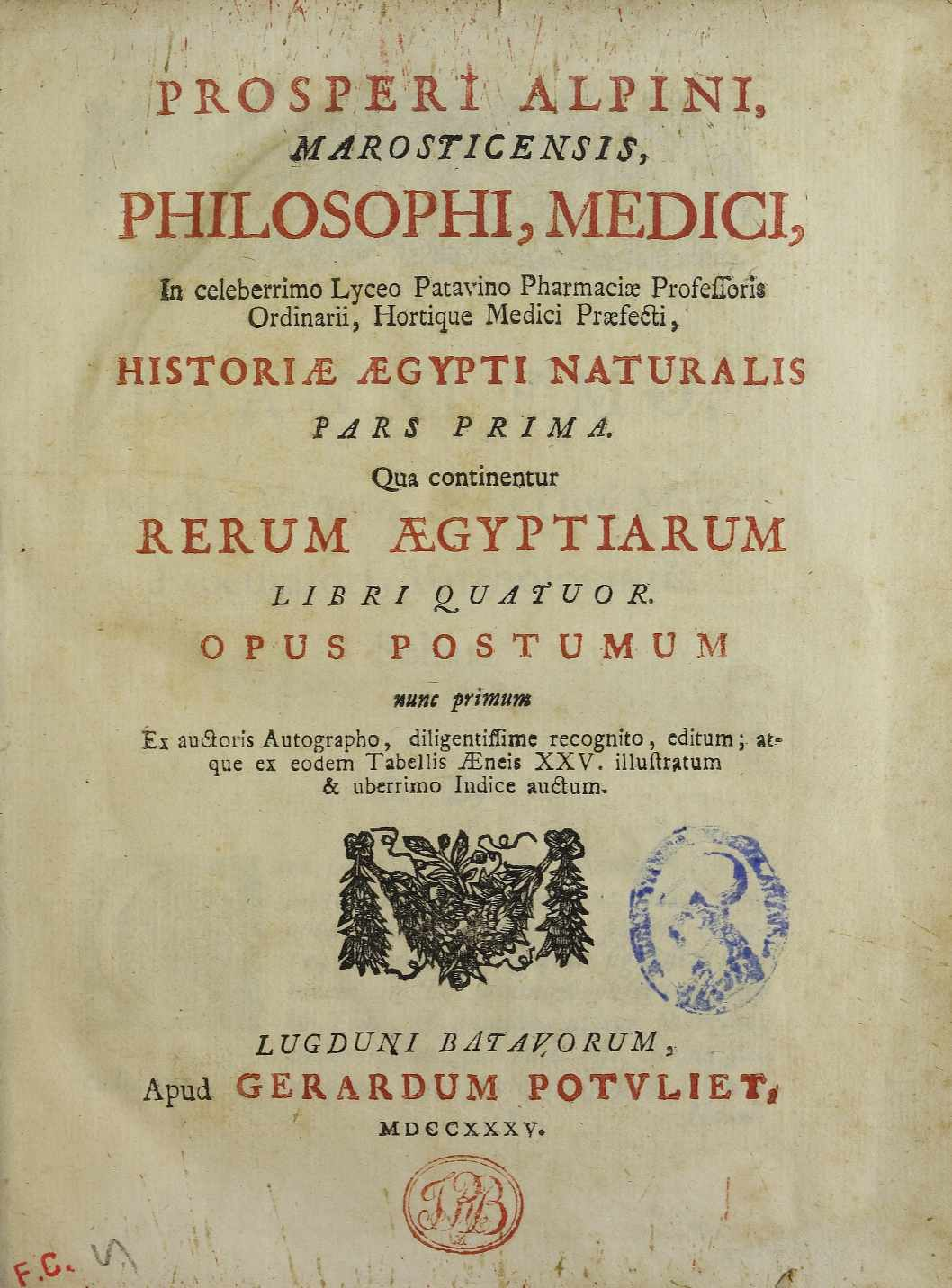
Historia Aegypti naturalis, 1735

ヴェネツィア共和国のマロースティカに医師の息子として生まれた。ミラノ公国の軍に参加した後、おそらく父親に勧められて、1574年からパドヴァ大学で医学を学び始めた。優秀な成績で1578年に医学と自然科学の学位をえた。医学、植物学、薬学のみならず博物学、動物学に興味を示した。パドゥア地域の町のCampo San Pietroで開業した後、珍しい植物への興味から1580年にヴェネツィアの外交団付の医師として、エジプトを訪れた。3年間、エジプトに滞在し、エジプトの植物の研究を行った。ナツメヤシの観察からナツメヤシが雌雄異株であって、雌株が雄株の受粉されないと結実しないことを報告し、これはカール・フォン・リンネの植物分類の考えに影響を与えた。
イタリアに戻った後、ポテンツァで医者を開業し、ジョバンニ・アンドレア・ドーリア（Giovanni Andrea Doria:アンドレア・ドーリアの称号を継いだ子孫）の侍医を務めた。1590年にヴェネツィアに戻り、1593年にパドヴァ大学の植物学教授に任じられた。中東の植物を栽培し、著書"De liber Plantis aegypti"を執筆した。1603年にMelchiore Guilandinoの後を継いで、パドヴァ大学の植物園の園長を務めた。植物学の教授をする一方、医師の仕事も続けた。著書にはエジプトの植物について記述した『エジプト植物誌』"De plantis aegypti" (1592年)が有名であり、73の木版の植物図が含まれている。その他に、"De rerum aegyptarum"は死後に出版され、エジプト学の先駆的な著作であり、"De medicina Aegyptiorum" （1591年）はエジプトの医学について書かれた最初の書物である。アルピーニの著書にはコーヒーやバナナやバオバオの記述があり図版も入っている。エジプトの医学に関する書物では大麻の精神に対する作用についての記述が見られる。
息子のアルピノ・アルピーニ（1637年没）も、パドヴァで植物学の教授をついだ。